# 816
سنة 816 م كانت سنة كبيسة تبدأ يوم الثلاثاء (الرابط يظهر نموذج التقويم الكامل للسنة) من التقويم اليولياني. بدأت تسمية السنة ب816 منذ العصور الوسطى المبكرة، عندما أصبح تقويم أنو دوميني هو الأسلوب السائد في أوروبا لتسمية السنوات.

## مواليد
- أبو بكر الأصم
- فورموسوس

## وفيات
- عبدالله بن إبراهيم الأغلبي التميمي ثاني ملوك الدولة الأغلبية
- أبو بكر الأصم